# Nicolaus Langelius
Nicolaus Langelius, född 1615 i Grebo socken, död 25 februari 1685 i Östra Husby socken, var en svensk präst.

## Biografi
Nicolaus Langelius föddes 1615 i Grebo socken. Han var son till kyrkoherden Nicolaus Langelius och Anna Nilsdotter. Langelius blev 1631 student vid Uppsala universitet och 1639 filosofie kandidat. Han blev 1639 filosofilektor (logices) vid Linköpings gymnasium och prästvigdes 22 augusti 1643. År 1644 blev han andre teologie lektor i Linköping och kyrkoherde i Slaka församling. Langelius blev 1656 förste teologie lektor i Linköping. Han blev 15 april 1656 kyrkoherde i Östra Husby församling, prost samma år och kontraktsprost i Vikbolands kontrakt. Langelius avled 25 februari 1685 i Östra Husby socken och begravdes 31 maj samma år. Ett porträtt av honom hänger i Östra Husby kyrkas sakristia.
Langelius var riksdagsman vid riksdagen 1647 och riksdagen 1655.

### Familj
Langelius gifte sig 1645 med Anna Lundius (1620–1688). Hon var dotter till kyrkoherden Olof Lundius och Sara Cantherus i Västra Vingåkers församling. De fick tillsammans barnen studenten Johan Langelius (1646–1672) i Uppsala, domprosten Olavus Langelius i Linköpings församling, kyrkoherden Samuel Langelius i Kvillinge församling, Anna Langelius (1663–1693) som var gift med kyrkoherden Haraldus Askebom i Östra Husby församling och Brita Langelius (1667–1719) som var gift med kyrkoherden Andreas Simonsson i Östra Husby församling.